# Pieve di Santa Mustiola (Arcidosso)
La chiesa di Santa Mustiola si trova a Bagnoli, una frazione di Arcidosso.

## Storia e descrizione
Nota fin dal 1205, fu ampliata con il transetto nel 1885.
L'originale struttura romanica è particolarmente apprezzabile nel paramento murario a filaretto e nell'esterno dell'abside semicircolare, alleggerita da una monofora strombata al centro e con altre due monofore tamponate nella parete. La facciata è stata parzialmente rimaneggiata durante il restauro ottocentesco ed ha al centro un portale architravato concluso da un arco a tutto sesto dal quale si entra in un'aula coperta a capriate.
All'interno è custodita una tela ottocentesca raffigurante santa Mustiola, opera di Giuseppe Ferrari.